# Anna Nentwig
Anna Nentwig (ur. 27 czerwca 1983) – polska lekkoatletka, sprinterka.

## Kariera
Zawodniczka AZS Poznań. Wicemistrzyni Polski w biegu na 400 metrów (2003), młodzieżowa mistrzyni (2004, 2005) i wicemistrzyni Polski (2003) na tym dystansie. Uczestniczka młodzieżowych mistrzostw Europy w Bydgoszczy (2003).
Rekordy życiowe: bieg na 200 metrów – 24,49 (2005), bieg na 400 metrów – 53,25 (2005)